# Gieorgij Połtawczenko
Gieorgij Siergiejewicz Połtawczenko (ros. Георгий Сергеевич Полтавченко; ur. 24 lutego 1953 w Baku) – rosyjski polityk i działacz państwowy, gubernator Sankt Petersburga w latach 2011–2018, pełnomocny przedstawiciel prezydenta Federacji Rosyjskiej w Centralnym Okręgu Federalnym w latach 2000–2011 oraz w obwodzie leningradzkim w latach 1999–2000, członek Rady Bezpieczeństwa Federacji Rosyjskiej, w okresie istnienia ZSRR kadrowy funkcjonariusz KGB.

## Życiorys
W 1976 roku ukończył studia inżynierskie w Leningradzie, specjalizując się w aparaturze wykorzystywanej w medycynie lotniczej i medycynie kosmicznej. Następnie pracował jako inżynier w ośrodku badawczym „Leniniec” i jako instruktor w organach Komsomołu w Leningradzie. W latach 1979–1992 funkcjonariusz KGB w Wyborgu i Leningradzie. W latach 1990–1993 deputowany do rady miejskiej Leningradu, w latach 1993–1999 szef Federalnej Służby Policji Podatkowej w Petersburgu (w randze generała porucznika policji podatkowej). W 1998 roku bez powodzenia uczestniczył w wyborach do rady miejskiej Petersburga. W latach 1999–2000 pełnomocny przedstawiciel prezydenta Federacji Rosyjskiej w obwodzie leningradzkim. 18 maja 2000 roku mianowany przez prezydenta Władimira Putina pełnomocnym przedstawicielem prezydenta Federacji Rosyjskiej w Centralnym Okręgu Federalnym. Od 2000 roku zasiada w Radzie Bezpieczeństwa Federacji Rosyjskiej. Posiada rangę rzeczywistego państwowego radcy Federacji Rosyjskiej 1. klasy (ros. действительный государственный советник Российской Федерации 1 класса).